# Miloš Dimitrijević
Miloš Dimitrijević (in serbo Милош Димитријевић?; Belgrado, 16 febbraio 1984) è un ex calciatore serbo con passaporto francese, di ruolo centrocampista.
Miloš è figlio d'arte: anche il padre Zoran fu calciatore, avendo militato, tra le altre, nel Partizan Belgrado. Possiede il passaporto francese.

## Carriera
Nato a Belgrado, Miloš arriva in Francia all'età di 7 anni a seguito del passaggio del padre al Digione FCO. Gioca nelle giovanili del Corrèze e qui viene notato dall'osservatore del Nantes Guy Hillion. Passa a giocare nelle giovanili della squadra francese nel 1998, con cui nel 2002 conquista la Coppa Gambardella, trofeo francese riservato alle formazioni Under-18.
Il debutto nella Ligue 1 arriva per Miloche (come viene soprannominato dai tifosi) il 13 novembre 2004 nella partita contro il Lione. Il 2 aprile 2005 parte per la prima volta da titolare contro l'Auxerre.
Nel 2007 si trasferisce in cadetteria al Grenoble, conquistando alla prima stagione la promozione in Ligue 1.
Resta al Grenoble fino a giugno 2009, per poi trasferirsi in prova al Tours, in Ligue 2 e quindi al Real Unión Club de Irún, in Segunda Division.
A partire da febbraio 2010 è sotto contratto con il Rad Belgrado, giocando per la prima volta in un club serbo.
Il 30 gennaio 2011 il Chievo Verona comunica l'ingaggio del giocatore in prestito con diritto di riscatto fino al termine della stagione. Esordisce in Serie A il 15 maggio in Chievo Verona-Udinese (0-2) della 37ª giornata.

## Palmarès

### Club

#### Competizioni nazionali
- Coppa di Serbia: 1

Stella Rossa: 2011-2012
- Premier's Plate: 1

Sydney FC: 2016-2017
- Campionato australiano: 1

Sydney FC: 2016-2017